# Stadttheater Amberg

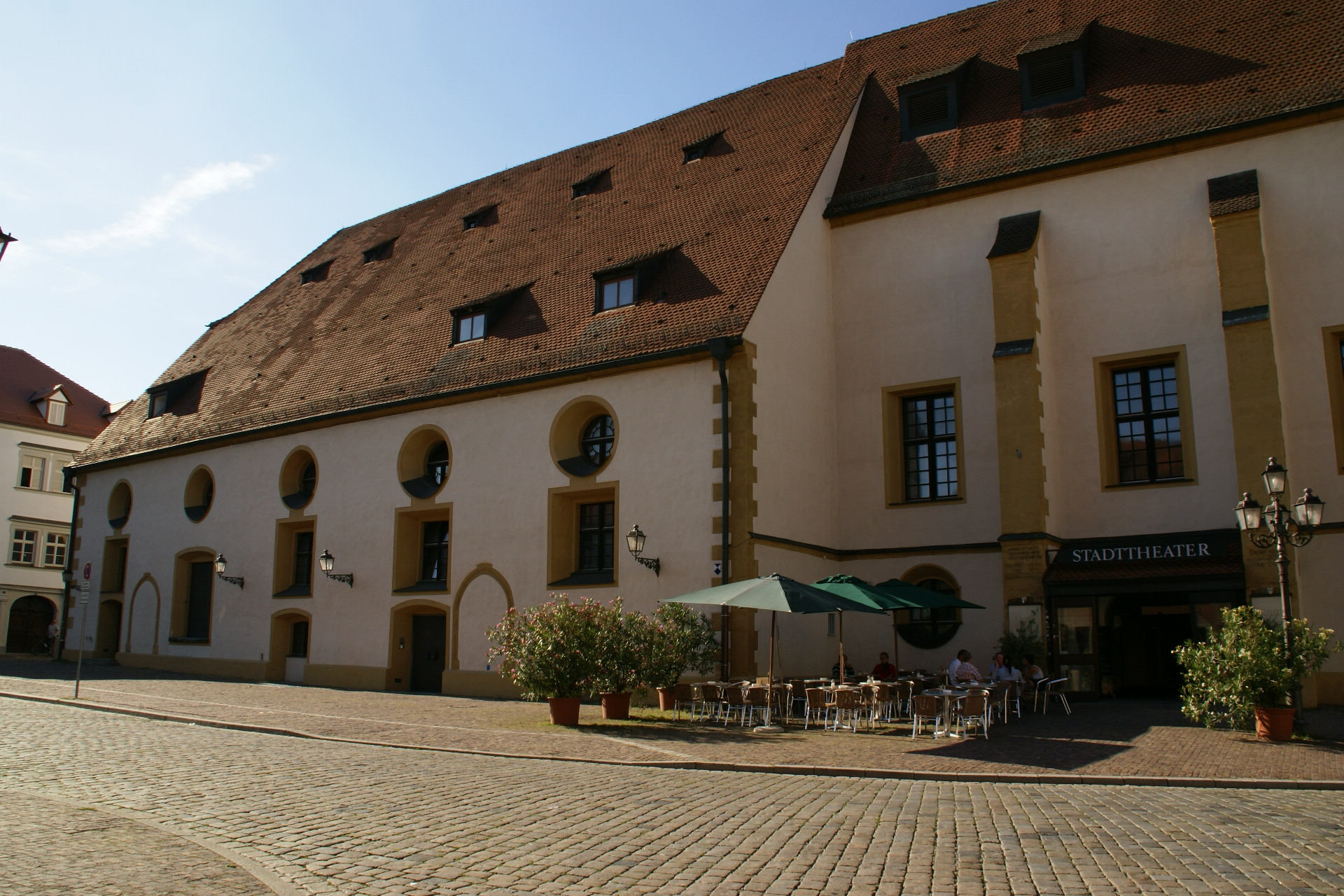
Stadttheater Amberg

Das Stadttheater Amberg ist ein Mehrsparten-Gastspieltheater in der bayerischen Stadt Amberg (Regierungsbezirk Oberpfalz).

## Geschichte
Nach der Säkularisation des Franziskanerklosters wurde 1803 in den Gemäuern der ursprünglichen gotischen Klosterkirche ein klassizistisches Rangtheater eingebaut. In den Jahren 1846/47 und 1862/63 wurde es mehrfach umgestaltet. Nach dem Zweiten Weltkrieg wurde das Theater bis zum Jahr 1953 mit einem eigenen Ensemble wieder bespielt. Ein Gutachten der Bayerischen Versicherungskammer führte wegen Brandgefahr zur Schließung. 25 Jahre lang diente daraufhin der Saal des Kolpinghauses St. Josef („Josefshaus“) als provisorische Spielstätte des nunmehr auf Tourneetheater basierenden Amberger Theaterbetriebs.
Den geplanten Verkauf des Gebäudes verhinderte ein Gutachten u. a. des Denkmalamtes, welches dem Stadttheater das Prädikat „unbedingt erhaltenswert“ ausstellte. Nach Umbaumaßnahmen, bei denen Zuschauerraum und Bühne um 180 Grad gedreht wurden, wurde das Theater am 12. Oktober 1978 als Gastspieltheater wiedereröffnet. In den Jahren 2002 und 2003 fanden weitere Renovierungen statt, so wurde das Hauptlichtstellwerk erneuert und das Tonnengewölbe saniert.

## Kooperation
Die Konzertdirektion Landgraf, mit der seit 1994 eine Kooperation besteht, gestaltet den gesamten Theaterspielplan mit ca. 40 Vorstellungen in den Sparten Schauspiel, Musik- und Tanztheater. Dadurch wurden in Amberg auch bemerkenswerte Premieren ermöglicht, z. B. die Uraufführung des Musicals „Mahalia“ mit Joan Orleans im Jahr 1998 und die deutsche Erstaufführung von David Lindsay-Abaires „Die entfernte Stimme“ mit Susanne Uhlen und Carsten Klemm im Jahr 2009.

## Spielplan
In der Theatersaison von September bis Mai werden ca. 20 Produktionen mit je 2 Vorstellungen gezeigt, darunter etwa 10 Schauspiele. Der Tourneetheaterbetrieb brachte auch Film- und Fernsehschauspieler wie Doris Kunstmann, Ilja Richter oder Désirée Nick, Markus Majowski und Rufus Beck nach Amberg. Daneben gestaltet das Kulturreferat der Stadt Amberg auch eine Konzertreihe mit Abo-, Studio- und Sonderkonzerten.